# 大根田真
大根田 真（おおねた まこと、昭和35年（1960年）12月30日‐）は、日本の洋画家。

## 来歴
公立中学校美術教師、聖ヨゼフ学園中学校・高等学校美術教師を経て画家として独立。公立中学校美術教師時代には、女子ソフトボール部監督として 壬生町立壬生中学校と宇都宮市立陽南中学校を全国大会出場へ導く。シドニーオリンピック銀メダリストの増渕まり子は関東大会春夏連覇時のエースピッチャー。
1996年 JRA馬の絵展奨励賞受賞。2004年 カンヌ国際芸術祭コート・ダジュール国際芸術賞受賞。2007年 日伊芸術驚異と美の饗宴メラヴィリア国際賞受賞。
2016年 クラウドファンディングにより物語画集 『小さな美術館 = Small art museum -洋画家・大根田真の物語画集-』への支援が成立・出版。
2018年 AbemaTVフレッシュにて『～クラシック音楽とファンタジーの融合～福本知里 ピアノリサイタル with 大根田真』 ライブの模様を無料配信。
2018年 再びクラウドファンディングの支援成立により物語画集 『小さな美術館～第２幕～』が万来舎より出版。
2018年 冨塚メディカルクリニックとのコラボレーション『絵画と詩と音楽の饗宴コンサート』を開催。
2019年 ジュンク堂書店池袋本店にて画集出版記念 大根田真作品展。2019年 SALON dE SASEとのコラボレーション・録ミュージアムにて大根田真作品展。2019年 松坂屋静岡店大催事場 Spring FashionWeek 2019にて大根田真作品展。
2019年 台湾の凱信企業集團とアートマネジメント契約。
2019年 FUTURE WORLD 2019 未來世界藝術大展にて台湾五大都市（台北・台中・新竹・台南・高雄）ツアー開催。
全国百貨店および横浜ベイシェラトンホテル等にて個展多数。
現在は絵画教室講師や講演活動も行う。